# Цветок ночи
«Цветок ночи» (англ. Flower of Night) — немая мелодрама 1925 года.

## Сюжет
События фильма разворачиваются в Калифорнии в 1856 году. Мошенники отбирают золотой прииск под названием Flor de Noche (т.е. Цветок ночи) у дона Джеральдо Виллалона, потомка испанских грандов. Его дочь Карлотта влюбляется в Джона Бассета, помощника нового управляющего, и, несмотря на запрет отца, отправляется с ним на танцы. Там её навязчиво пытается увлечь танцевать пьяный Дерк Билант, управляющий прииском. Эта сцена происходит на глазах у Бассета, он неправильно истолковывает ситуацию и отвергает девушку. Карлотта признается отцу, что непослушанием опозорила имя Виллалонов, и тот совершает самоубийство.
Далее она отправляется в Сан-Франциско, танцует в дансинг-холле и заводит знакомство с Люком Рэндом, который возглавляет организацию линчевателей под названием Комитет Бдительности. Рэнд предлагает помочь вернуть прииск, и Карлотта, уязвленная отношением Бассета, соглашается, но затем понимает, что тем самым поставила жизнь Бассета под угрозу, и пытается остановить Люка. В итоге Бассет убивает Рэнда, и влюбленные воссоединяются.

## В ролях
- Пола Негри — Карлотта Виллалон
- Джозеф Доулинг — Дон Джеральдо Виллалон
- Юкка Трубецкой — Джон Бассет
- Уорнер Оулэнд — Люк Рэнд